# Saint-Laurs
Saint-Laurs is een gemeente in het Franse departement Deux-Sèvres (regio Nouvelle-Aquitaine) en telt 466 inwoners (2005). De plaats maakt deel uit van het arrondissement Niort.

## Geografie
De oppervlakte van Saint-Laurs bedraagt 8,1 km², de bevolkingsdichtheid is 57,5 inwoners per km².
De onderstaande kaart toont de ligging van Saint-Laurs met de belangrijkste infrastructuur en aangrenzende gemeenten.

## Demografie
Onderstaande figuur toont het verloop van het inwonertal (bron: INSEE-tellingen).